# Susaye Greene
Susaye Greene, född 13 september, 1949, är en amerikansk sångerska, uppmärksammad för att som sista officiella medlem ansluta sig till tjejgruppen The Supremes, och vara kvar i gruppen under dess sista år från 1976 till 1977.

## Diskografi
Soloalbum
- 2002 – No Fear Here
- 2005 – Brave New Shoes

Solosinglar
- 1967 – "Thats The Way My Love Is"
- 1990 – "Stop, I Need You Now"
- 1991 – "Free"

Andra album (urval)
- 1971 – Vital Blue (med Blue Mitchell)
- 1976 – High Energy (med The Supremes)
- 1976 – Mary, Scherrie & Susaye (med The Supremes)
- 1976 – Songs in the Key of Life (med Stevie Wonder)
- 1979 – Partners (Scherrie Payne & Susaye Greene)
- 1980 – Hotter than July (med Stevie Wonder)
- 1986 – Journey to the Urge Within (med Courtney Pine)